# Алуштинский литературно-мемориальный музей С. Н. Сергеева-Ценского
Алуштинский литературно-мемориальный музей С. Н. Сергеева-Ценского — учреждение историко-литературной направленности в городе Алуште. Открыт 6 мая 1962 года.

## История
В 1905 году, в возрасте тридцати лет, писатель Сергей Николаевич Сергеев-Ценский (1875—1958) приезжает в Крым, в Алушту. Осенью 1906 года он покупает имение, расположенное в урочище Хурда-Тарлы, на южном склоне горы Орлиная. «Властелин словесных тайн», как назвал писателя Максим Горький, прожил в Алуште более полувека. Здесь он написал большинство своих произведений, включая эпопеи «Преображение России» и «Севастопольская страда».
В 1962 году, после смерти писателя, его вдова безвозмездно передала городу усадьбу, дом с обстановкой, библиотекой и архивом. В том же году здесь был учрежден литературно-мемориальный музей. 

## Описание
Музей находится в западной части Алушты, в живописном Профессорском уголке. Дом расположен на Орлиной горе, на высоте 100 метров над морем. В окружающем его мемориальном парке растут пирамидальные кипарисы, миндальная роща и выращенные С. Н. Сергеевым-Ценским фруктовые деревья. 
В экспозиции музея два раздела: литературный и мемориальный, где обстановка сохраняется такой, какой была при жизни писателя.
Неподалеку от дома, «на горе, где слышен шум морской», в тени вечнозеленых кустарников находится памятник на могиле писателя.